# Henrique Segurado
Henrique Segurado (Lisboa, 6 de Abril de 1930) é um poeta português. 

## Biografia
Nascido em Lisboa a 6 de Abril de 1930, Henrique Jorge Segurado Pavão frequentou a Faculdade de Letras de Lisboa, tendo depois iniciado, em 1956, no jornal O Século, a sua actividade de jornalista e de gestor de órgãos da imprensa; foi, de 1976 a 1992, um dos jornalistas societários de O Jornal, onde desempenhou funções de administrador.
Em 1976 abriu a livraria Castil-Castilho, seguindo-se-lhe a Castil-Alvalade, a Castil-Benfica, a Castil-América, a AZ-Olivais e a AZ-Bom Sucesso, no Porto (as duas últimas em colaboração com o grupo Valentim de Carvalho).
Estreou-se como poeta em Março de 1951 no jornal Rivages — edição dos alunos do liceu Francês de Lisboa —, tendo posteriormente colaborado, com o nome de Henrique Jorge, em Távola Redonda (no fascículo 15, de Dezembro de 1952, com quatro poemas, e nos fascículos 19/20, de Julho de 1954, com dois poemas) e no primeiro número de Graal (Abril-Maio de 1956), revista dirigida por António Manuel Couto Viana. 
Publicou, ainda como Henrique Jorge, Emigrantes do Céu (Lisboa, Edições Távola Redonda, 1953). Como Henrique Segurado, deu à estampa Asa de Mosca (Lisboa, Ática, 1960) e Ressentimento Dum Ocidental (Alfragide, Galeria Panorama, [1970]).
Em 1959, Asa de Mosca conquistou, ex-aequo com António Ramos Rosa, o segundo prémio do concurso Fernando Pessoa organizado pela Editorial Ática. No mesmo ano, Henrique Segurado, com um livro que nunca chegou a ser publicado, Dança do Escalpe, recebeu ainda uma referência especial do júri que a Livraria Galaica do Porto constituiu para um concurso de poesia.
Tem colaboração dispersa em jornais e revistas como O Século, Diário de Lisboa, República, Gazeta Musical e de Todas as Artes, Jornal de Letras, Artes e Ideias e Colóquio/Letras.
Está representado nas seguintes antologias: Poesia Portuguesa do Pós-Guerra: 1945-1965, organização de Afonso Cautela e Serafim Ferreira, Lisboa, Ulisseia, 1965; Poesia/70, organização de Egito Gonçalves e Manuel Alberto Valente, Porto, Editorial Inova, 1971; 800 Anos de Poesia Portuguesa, Lisboa, Círculo de Leitores, 1973; Portugal: A Terra e o Homem: Antologia de Textos de Escritores do Século XX, organização de David Mourão-Ferreira, Lisboa, Fundação Calouste Gulbenkian, [1978]; Natal na Poesia Portuguesa, organização de Luis Forjaz Trigueiros, Lisboa, Dinalivro,1987; O Tejo e a Margem Sul na Poesia Portuguesa, Seixal, Câmara Municipal do Seixal, 1993; 100 Anos Federico García Lorca: Homenagem dos Poetas Portugueses, coordenação de Ulisses Duarte, Lisboa, Universitária, 1998; De Palavra em punho — Antologia Poética da Resistência, organização e apresentação de José Fanha, Porto, Editorial Campo das Letras, 2004.

## Obras

### Poesia
- Emigrantes do Céu (Lisboa, Edições Távola Redonda, 1953)
- Asa de Mosca (Lisboa, Ática, 1960)
- Ressentimento Dum Ocidental (Alfragide, Galeria Panorama, [1970]).
- Almocreve das Palavras - Poesia 1969-1989 (Edição do Autor, 2011)